# Odette Bancilhon
Odette Bancilhon, född 22 september 1908, död 1998, var en fransk astronom.
Mellan 1940 och 1948 var hon gift med den franske astronomen Alfred Schmitt.
Under 1930- och 1940-talen var hon verksam vid Algerobservatoriet i Alger.
Minor Planet Center listar henne som O. Bancilhon och som upptäckare av 1 asteroid.
Asteroiden 1713 Bancilhon är uppkallad efter henne.

## Asteroid upptäckt av Odette Bancilhon
| 1333 Cevenola | 20 februari 1934 |